# Cristopher Toselli
Pour les articles homonymes, voir Toselli.
Christopher Toselli, né le 15 juin 1988 à Antofagasta, est un footballeur chilien qui joue au poste de gardien de but à l'Universidad de Chile.
Christopher Toselli est international chilien depuis 2010.

## Palmarès
- Championnat du Chili en 2010 avec l'Universidad Catolica
- Vainqueur de la Coupe du Chili en 2011 avec l'Universidad Catolica
- Finaliste de la Coupe des confédérations 2017
- Vainqueur de la Copa América Centenario
- Vainqueur du Tournoi de Toulon en 2009 et meilleur gardien de la compétition